# All Grown Up!
All Grown Up! (Brasil: Rugrats Crescidos / Portugal: Rugrats: All Grown Up!) é uma série de desenho animado estadunidense criado por Arlene Klasky e Gábor Csupó para a Nickelodeon. A série foi ao ar entre 12 de abril de 2003 a 17 de agosto de 2008, periodicamente sendo reprisada na Nickelodeon e Nicktoons. A história se passa cerca de dez anos após a série original, Rugrats, onde os personagens agora são pré-adolescentes.
No Brasil o desenho foi exibido pela Nickelodeon Brasil de 2004 a 2008, além de ter uma rápida exibição na Rede Globo dentro da TV Xuxa, estreando em 4 de abril de 2005, com seus episódios divididos em partes. Também estreou na Rede Aparecida, no Clubti, no dia 9 de setembro de 2013. No SBT, foi exibido pelo bloco Festolândia em 2003 e 2008, depois mudou para o bloco Carrossel Animado em 2008 e 2012. Em 2013, é emitido pelo Bom Dia & Cia.
Em Portugal, foi emitida pela SIC em 2003. Foi mais tarde adquirida pela Nickelodeon em 2005 e 2010, depois mudou para o canal pago TNT Portugal em 2010, porem foi só exibido até 2011, no bloco TNT Kids.

## Produção
A produção do programa começou em 2000. O episódio piloto, All Growed Up, foi ao ar em 2001 para comemorar o 10º aniversário de Rugrats. O desenvolvimento da série começou em setembro de 2002. Durante o verão de 2003, teasers para All Grown Up começaram a ser exibidas.
A série estreou em 12 de abril de 2003 como uma prévia antes de iniciar sua transmissão semanal em novembro de 2003. No primeiro episódio regular da série, All Grown Up tinha mais de 3.2 milhões de telespectadores sintonizados, ficando em segundo lugar no ranking de audiência daquela semana. Além disso, tornou-se a estreia de maior audiência da história da Nickelodeon até o momento.

## Personagens
- Thomas "Tommy" Malcolm Pickles: O menino careca e cabeçudo do grupo deixou crescer o cabelo e (finalmente) apareceram-lhe os dentes. Pois é, mas à parte dessas "pequenas grandes" diferenças, há sempre algo que fica. A amizade entre Tommy e Chuckie, que continuam os melhores amigos de sempre, é o puro sinal de que Os Rugrats ainda andam à solta. Na escola tem se destacado como um dos melhores da turma em quase todas as disciplinas e o seu maior sonho é seguir uma carreira no cinema como um grande diretor. Tal como em bebê, Tommy continua leal, amigo dos seus amigos, corajoso e valente, pronto para qualquer aventura, mas tem medo de nadar em rios, pois quando pequeno quase se afogou.
- Dylan "Dil" Prescott Pickles: É o irmão mais novo de Tommy, estranho e genial da turma. Dil é muito criativo e herdou do pai as ideias estranhas.
- Charles "Chuckie" Crandall Norbert Finster, Jr.: O bebê mais medroso e aterrorizado com o Mundo de todos os tempos cresceu, e com ele, também a sua personalidade sofreu inúmeras modificações. Já não é um bebê chorão e até aceita umas escapadinhas às regras de vez enquanto. Além disso, demonstrou ser um grande romântico e apaixonado menino, capaz de se vestir como um aluno estrangeiro para chamar a atenção ou até mesmo ser simpático para a Angelica. Mas como há sempre qualquer coisa em nós que nunca muda, Chuckie continua com o seu cabelo vermelho selvagem e os seus enormes óculos com os quais não consegue deixar de ser trapalhão. Bem... acho que só com lentes de contato.
- Phillip "Phil" Richard Bill DeVille: "Olhem se não é o bebê sujinho que usava vestidinho". Era, dizem bem, porque Sir. DeVille tem agora onze anos e com nada se parece ao pequenino Phil de há dez anos. Enfim, tirando a grande exceção de que continua nojento como tudo, Phil preocupa-se agora em manter a sua imagem como a de um rapaz sério que é (ou melhor, que ele acha que é). Apesar de já não partilhar o quarto com a sua irmã gémea Lil (que ele à bem pouco tempo descobriu ser uma menina) ambos continuam a ter grandes aventuras juntos.
- Lillian "Lil" Marie Jill DeVille: A irmã gêmea (2 minutos mais velha) de Phil é agora nada mais nada menos que uma das meninas mais fashion da escola, sempre com roupas da moda e rodeada de amigos. Mesmo assim nada afeta a sua personalidade e Lil continua uma amiga leal aos seus amigos e familía, divertida e um pouco supersticiosa. E é claro, não nos podemos esquecer da sua maior paixão nos últimos anos: o esporte.
- Kimiko "Kimi" Watanabe-Finster: Irmã de Chuckie. Fanática da cultura japonesa e é a melhor amiga da Lil, está sempre com ela. Num dos episódios parece revelar um sentimento muito especial por Tommy. Mesmo estando sempre com o Z.
- Angelica Charlotte Pickles: Talvez não continue a agir como uma autêntica menina mimada como fazia quando tinha três anos de idade... deixem ver… naah! Está pior! Angelica continua sendo a filhinha-do-papai, sempre com a mania de que é superior aos outros, arranjando os melhores planos para colocar os seus colegas em confusões. Nem mesmo com os seus primos Tommy e Dil ela descansa, pois tal como acontecia havia dez anos, esses continuam a ser os seus alvos favoritos. Na escola anda sempre com Susie, que nem por isso se deixa influenciar pelas suas atitudes de menina mandona.
- Susanna "Susie" Yvonne Carmichael: Vizinha de Tommy e Dil e uma das poucas meninas que anda sempre com Angelica. Possui uma linda voz, é muito preocupada com o futuro e tenta sempre dar o seu melhor em qualquer tarefa.

## Episódios
| Temporada | Temporada | Episódios | Transmissão Original    | Transmissão Final      |
| --------- | --------- | --------- | ----------------------- | ---------------------- |
|           | Piloto    | 1         | 11 de agosto de 2001    | 11 de agosto de 2001   |
|           | 1         | 14        | 12 de abril de 2003     | 26 de junho de 2004    |
|           | 2         | 10        | 4 de junho de 2004      | 15 de janeiro de 2005  |
|           | 3         | 9         | 12 de fevereiro de 2005 | 16 de julho de 2005    |
|           | 4         | 9         | 10 de outubro de 2005   | 20 de novembro de 2007 |
|           | 5         | 10        | 21 de novembro de 2007  | 17 de agosto de 2008   |